# Фігурне катання на зимових Олімпійських іграх 2010 — танці на льоду
Змагання танцювального на льоду турніру з фігурного катання на зимових Олімпійських іграх 2010 відбувалися 19, 21 та 22 лютого.
Усі змагання пройшли у Пасифік Колізіумі. Першого дня від 16:45 до 20:15 за місцевим часом (UTC-8) танцювальні пари змагалися у виконанні обов'язкового танцю, через день від 16:15 до 19:45 виконували оригінальний танець, нарешті наступного дня — завершили змагання виконанням довільного танцю.
Жеребкування з визначення обов'язкового танцю відбулося на першому офіційному тренуванні учасників змагань 4 лютого 2010 року. Вибір міг бути між «танго-романтика» та «золотим вальсом», урешті-решт випало так, що на олімпійському танцювальному на льоду турнірі обов'язковим танцем буде «танго-романтика».

## Призери
| Золото                 | Срібло                 | Бронза                        |
| Тесса Верчу Скотт Мойр | Меріл Девіс Чарлі Вайт | Оксана Домніна Максим Шабалін |

## Змагання
| Місце | Спортсмени                           | Країна          | Обов'язковий танець | Обов'язковий танець | Оригінальний танець | Оригінальний танець | Довільний танець | Довільний танець | Всього |
| Місце | Спортсмени                           | Країна          | Результат           | Місце               | Результат           | Місце               | Результат        | Місце            | Всього |
| ----- | ------------------------------------ | --------------- | ------------------- | ------------------- | ------------------- | ------------------- | ---------------- | ---------------- | ------ |
| 1     | Тесса Верчу / Скотт Мойр             | Канада          | 42.74               | 2                   | 68.41               | 1                   | 110.42           | 1                | 221.57 |
| 2     | Меріл Девіс / Чарлі Вайт             | США             | 41.47               | 3                   | 67.08               | 2                   | 107.19           | 2                | 215.74 |
| 3     | Оксана Домніна / Максим Шабалін      | Росія           | 43.76               | 1                   | 62.84               | 3                   | 101.04           | 3                | 207.64 |
| 4     | Таніт Белбін / Бенджамін Агосто      | США             | 40.83               | 4                   | 62.50               | 4                   | 99.74            | 4                | 203.07 |
| 5     | Федеріка Фаелла / Массімо Скалі      | Італія          | 39.88               | 5                   | 60.18               | 5                   | 99.11            | 5                | 199.17 |
| 6     | Ізабель Делобель / Олів'є Шенфельдер | Франція         | 37.99               | 6                   | 58.68               | 7                   | 97.06            | 6                | 193.73 |
| 7     | Наталі Пешала / Фаб'єн Бурза         | Франція         | 36.13               | 9                   | 59.99               | 6                   | 94.37            | 7                | 190.49 |
| 8     | Шинед Керр / Джон Керр               | Велика Британія | 37.02               | 8                   | 56.76               | 8                   | 92.23            | 9                | 186.01 |
| 9     | Яна Хохлова / Сергій Новицький       | Росія           | 37.18               | 7                   | 55.57               | 9                   | 93.11            | 8                | 185.86 |
| 10    | Александра Зарецьки / Роман Зарецьки | Ізраїль         | 34.38               | 10                  | 55.24               | 10                  | 90.64            | 10               | 180.26 |
| 11    | Емілі Самуельсон / Еван Бейтс        | США             | 31.37               | 14                  | 53.99               | 11                  | 88.94            | 11               | 174.30 |
| 12    | Анна Каппелліні / Лука Ланотте       | Італія          | 33.13               | 12                  | 51.45               | 12                  | 82.74            | 15               | 167.32 |
| 13    | Нора Хоффманн / Максим Завозін       | Угорщина        | 31.90               | 13                  | 51.22               | 13                  | 84.11            | 13               | 167.23 |
| 14    | Ванесса Крон / Поль Пурьє            | Канада          | 31.14               | 15                  | 48.17               | 17                  | 85.29            | 12               | 164.60 |
| 15    | Катерина Боброва / Дмитро Соловйов   | Росія           | 29.86               | 17                  | 50.51               | 15                  | 82.88            | 14               | 163.35 |
| 16    | Ганна Задорожнюк / Сергій Вербилло   | Україна         | 33.87               | 11                  | 50.02               | 16                  | 79.26            | 17               | 163.15 |
| 17    | Кеті Рід / Крис Рід                  | Японія          | 29.49               | 18                  | 50.81               | 14                  | 79.30            | 16               | 159.60 |
| 18    | Кристіна Байєр / Вілліам Байєр       | Німеччина       | 30.31               | 16                  | 46.42               | 18                  | 72.91            | 18               | 149.64 |
| 19    | Хуан Синьтун / Чжен Сюнь             | КНР             | 29.22               | 19                  | 45.03               | 20                  | 71.27            | 20               | 145.52 |
| 20    | Пенні Кумс / Ніколас Бакленд         | Велика Британія | 25.68               | 21                  | 46.33               | 19                  | 71.60            | 19               | 143.61 |
| 21    | Каміла Гайкова / Давид Вінцоур       | Чехія           | 23.19               | 22                  | 40.54               | 22                  | 70.08            | 21               | 133.81 |
| 22    | Еллісон Лінн Рід / Отар Джапаридзе   | Грузія          | 26.65               | 20                  | 42.22               | 21                  | 63.45            | 22               | 132.32 |
| 23    | Ірина Шторк / Тааві Ранд             | Естонія         | 21.73               | 23                  | 35.21               | 23                  | 58.24            | 23               | 115.18 |

## Суддівська бригада
Парне катання на Олімпійських іграх 2010 судитимуть представники наступних країн:
| Судді                | 1                                                                              | 2                                                                              | 3                                                                              | 4                                                                              | 5                                                                              | 6                                                                              | 7                                                                              | 8                                                                              | 9                                                                              |
| Танці на льоду       | Танці на льоду                                                                 | Танці на льоду                                                                 | Танці на льоду                                                                 | Танці на льоду                                                                 | Танці на льоду                                                                 | Танці на льоду                                                                 | Танці на льоду                                                                 | Танці на льоду                                                                 | Танці на льоду                                                                 |
| -------------------- | ------------------------------------------------------------------------------ | ------------------------------------------------------------------------------ | ------------------------------------------------------------------------------ | ------------------------------------------------------------------------------ | ------------------------------------------------------------------------------ | ------------------------------------------------------------------------------ | ------------------------------------------------------------------------------ | ------------------------------------------------------------------------------ | ------------------------------------------------------------------------------ |
| Обов'язковий танець: | Азербайджан                                                                    | Канада                                                                         | Німеччина                                                                      | Італія                                                                         | Японія                                                                         | Литва                                                                          | Росія                                                                          | Україна                                                                        | США                                                                            |
| Оригінальний танець: | Франція                                                                        | Велика Британія                                                                | Угорщина                                                                       | Ізраїль                                                                        | 5 визначених у довільний спосіб з числа тих 9, що судили коротку програму      | 5 визначених у довільний спосіб з числа тих 9, що судили коротку програму      | 5 визначених у довільний спосіб з числа тих 9, що судили коротку програму      | 5 визначених у довільний спосіб з числа тих 9, що судили коротку програму      | 5 визначених у довільний спосіб з числа тих 9, що судили коротку програму      |
| Довільний танець:    | 9 визначених у довільний спосіб з числа тих, що судили попередні види програми | 9 визначених у довільний спосіб з числа тих, що судили попередні види програми | 9 визначених у довільний спосіб з числа тих, що судили попередні види програми | 9 визначених у довільний спосіб з числа тих, що судили попередні види програми | 9 визначених у довільний спосіб з числа тих, що судили попередні види програми | 9 визначених у довільний спосіб з числа тих, що судили попередні види програми | 9 визначених у довільний спосіб з числа тих, що судили попередні види програми | 9 визначених у довільний спосіб з числа тих, що судили попередні види програми | 9 визначених у довільний спосіб з числа тих, що судили попередні види програми |

Технічна бригада
- Маріка Хамфріс-Баранова ( Велика Британія)
- Франческа Фермі ( Італія)
- Кейтлін Алпен ( Ізраїль) — технічний контролер
- Галина Гордон Полторак — рефері

## Виноски
1. ↑  Жеребкування обов'язкових танців на Чемпіонати ІСУ 2 грудня 2009 року, п. 3, (англ.)
2. ↑  Tango-ing, romantically [Архівовано 2010-02-16 у Wayback Machine.] (англ.)